# Källflikmossa
Källflikmossa (Leiocolea bantriensis) är en bladmossart som först beskrevs av William Jackson Hooker, och fick sitt nu gällande namn av Jørg.. Enligt Catalogue of Life ingår Källflikmossa i släktet Leiocolea och familjen Jungermanniaceae, men enligt Dyntaxa är tillhörigheten istället släktet Leiocolea och familjen Lophoziaceae. Enligt den finländska rödlistan är arten nära hotad i Finland. Arten är reproducerande i Sverige. Artens livsmiljö är rikkärr. Inga underarter finns listade i Catalogue of Life.

## Bildgalleri

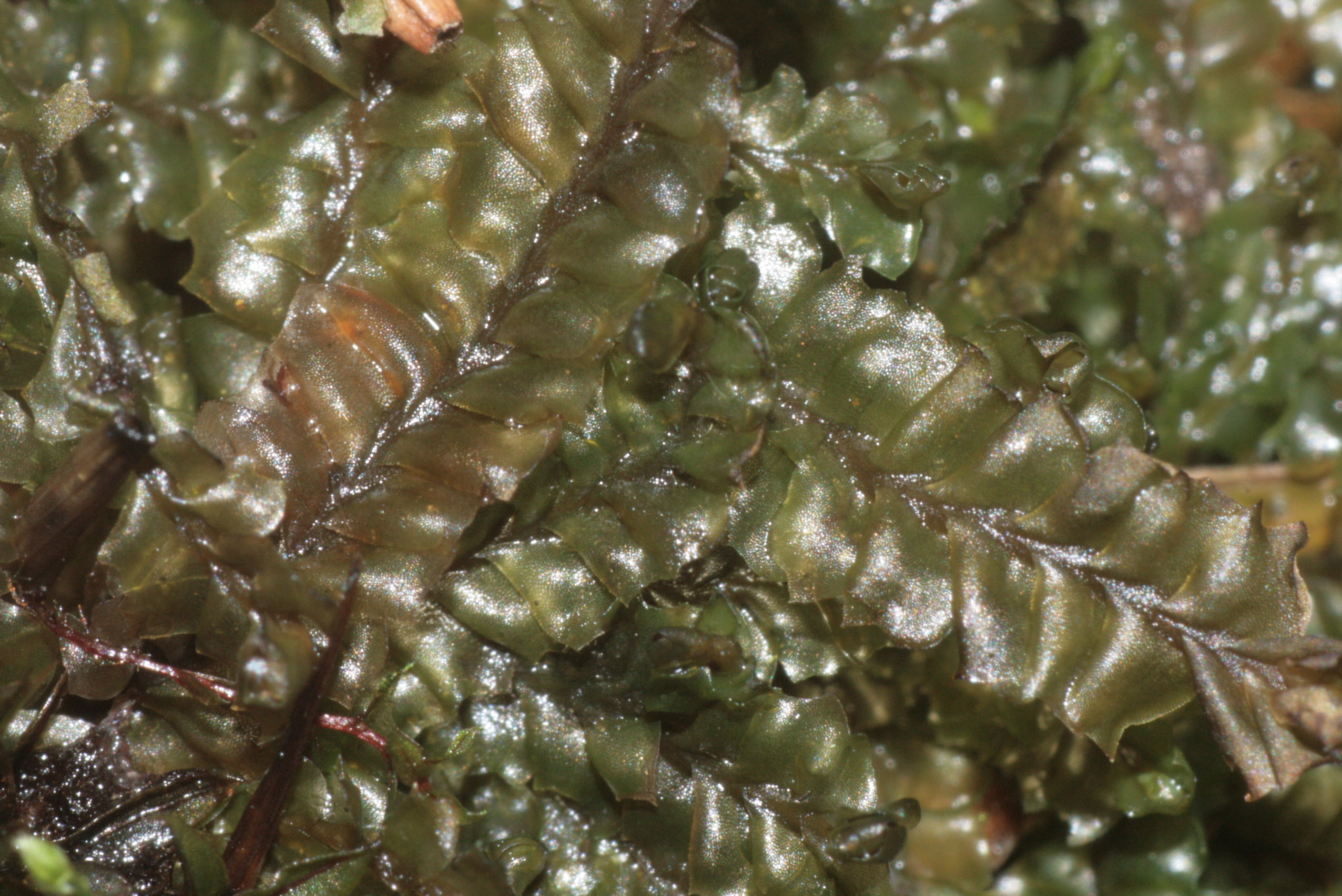
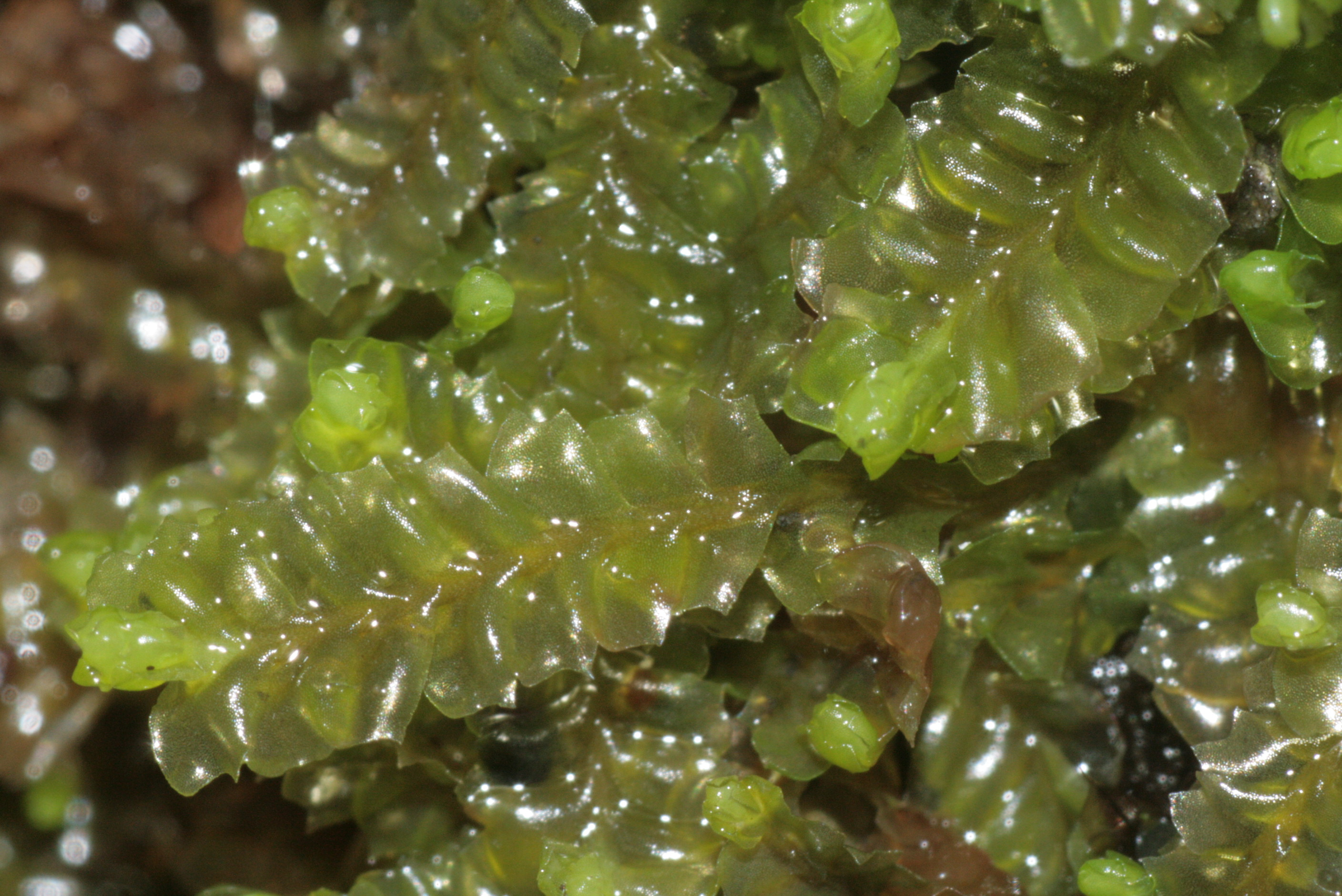
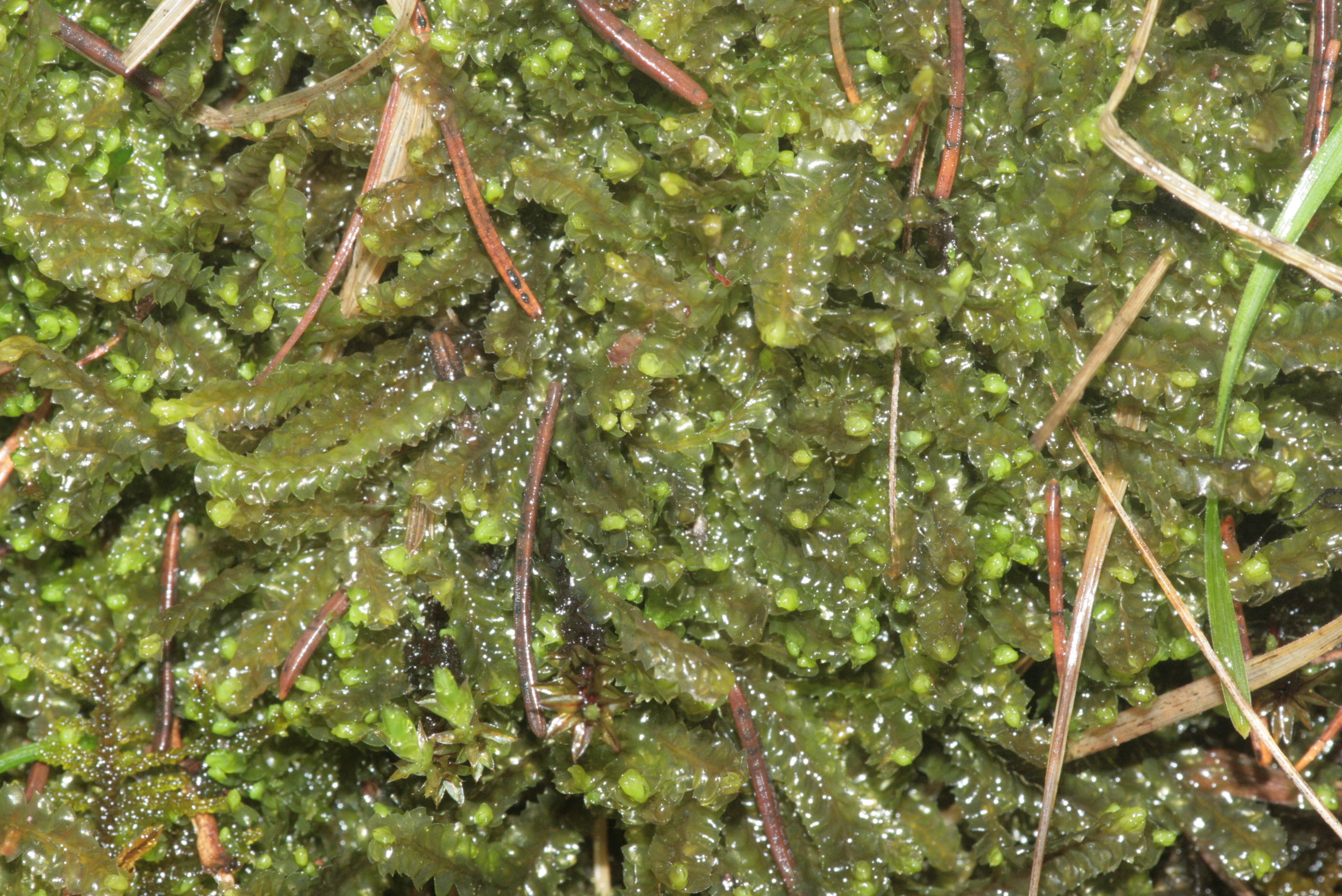
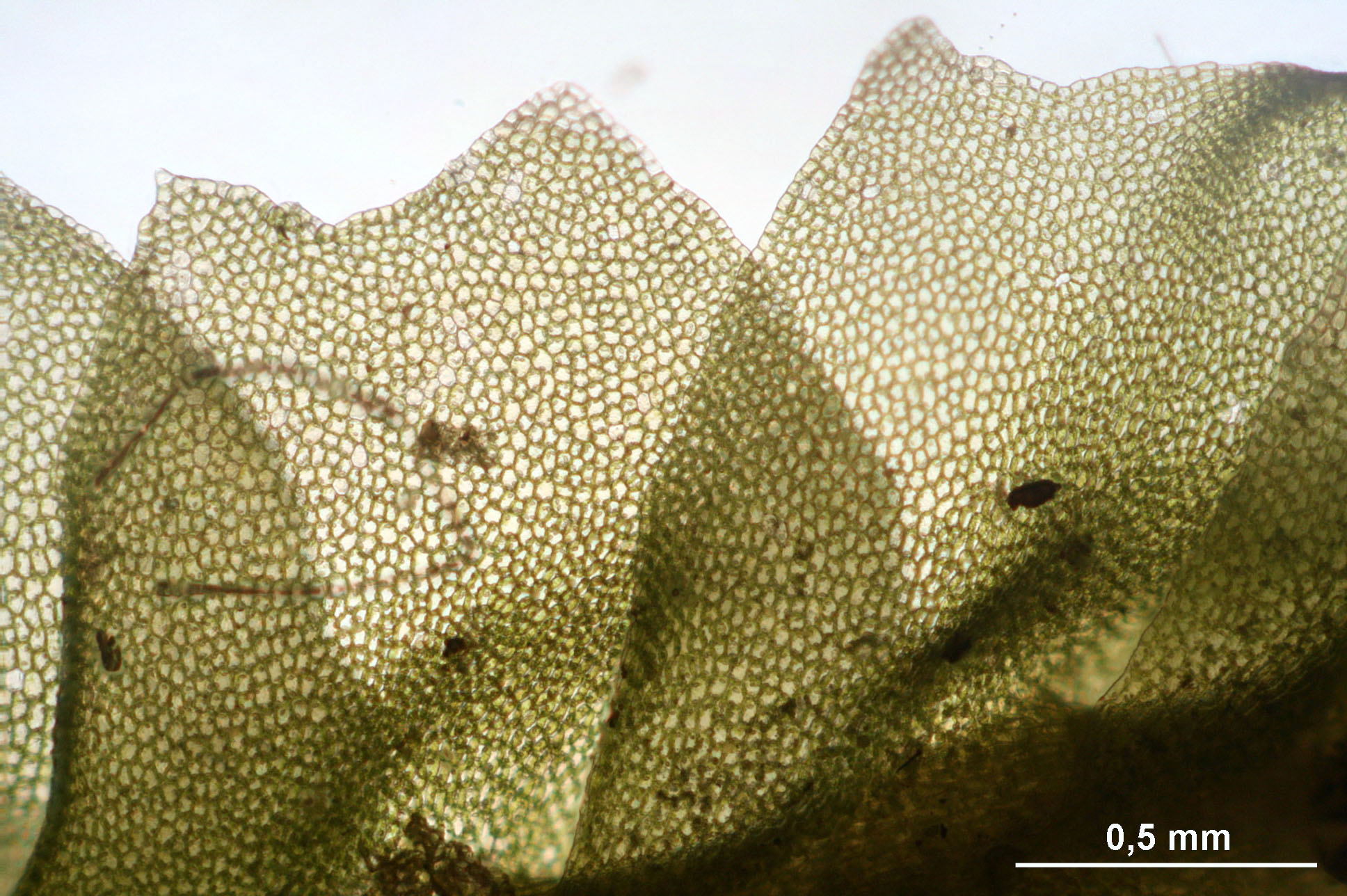
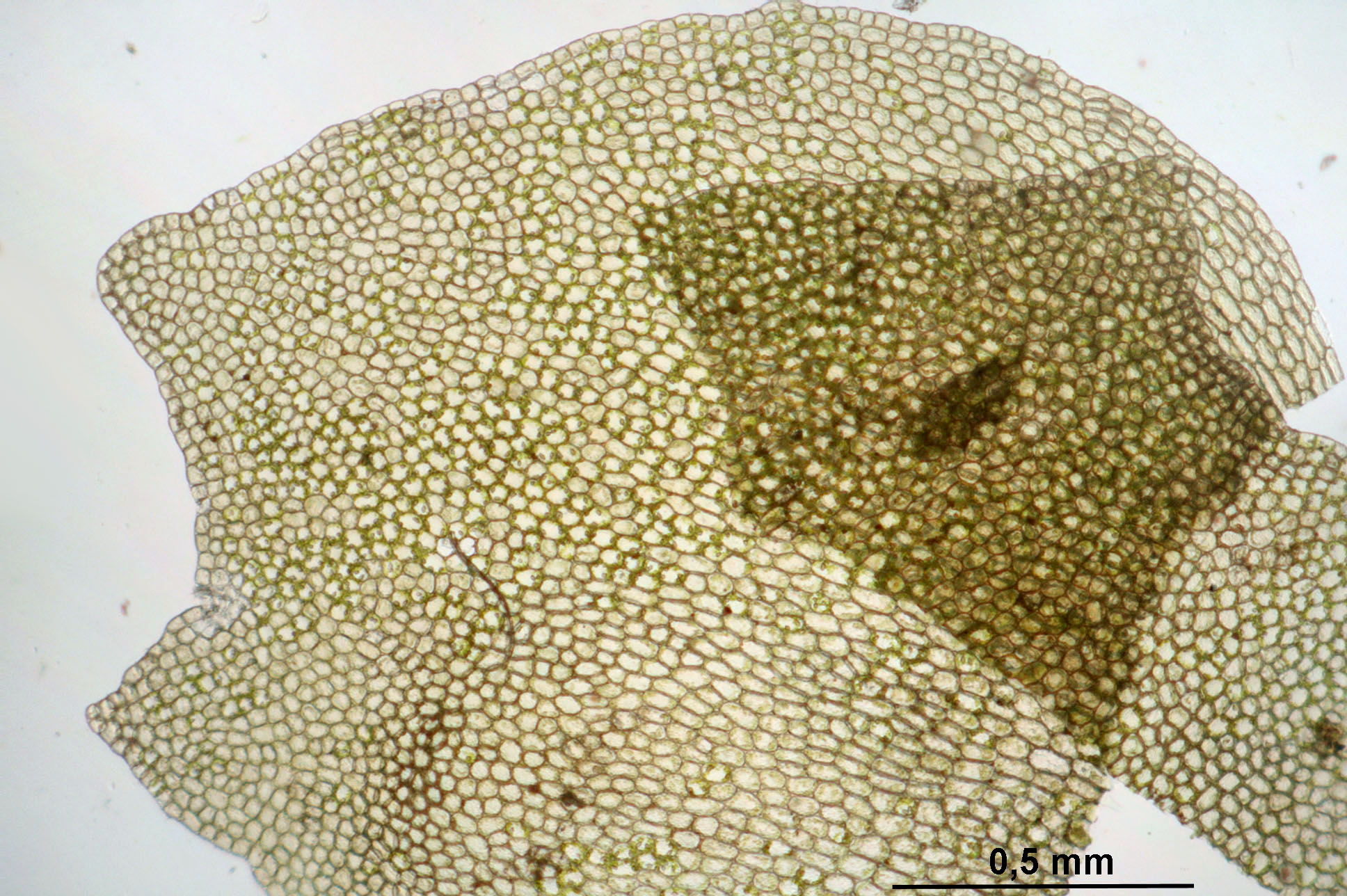
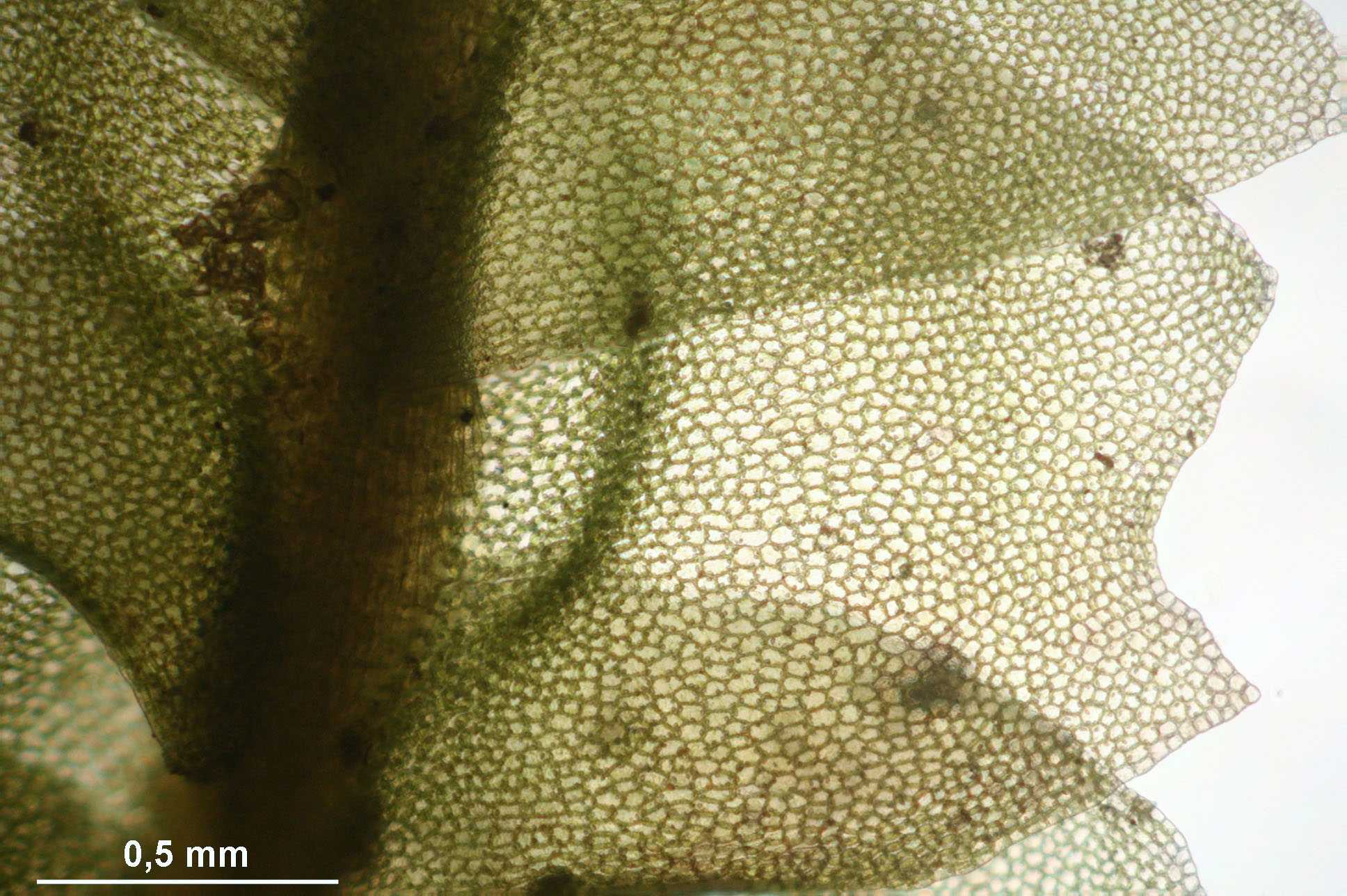